# Brandenburgisches Haupt- und Landgestüt Neustadt/Dosse
Das Brandenburgische Haupt- und Landgestüt Neustadt/Dosse ist das Haupt- und Landgestüt des Landes Brandenburg.

## Geschichte
Der preußische König Friedrich Wilhelm II. (1744/1786–1797) ließ 1788 bei Neustadt an der Dosse zwei Gestütsanlagen „zum Besten des Landes“ errichten. 
|  |  |

Sein Reisestallmeister Carl Heinrich August Graf von Lindenau (1755–1842) hatte den König davon überzeugt, dass es für Preußen dienlich sei, wenn die Pferde für Kavallerie und Hofhaltung nicht wie bisher aus dem Ausland gekauft werden müssen, sondern im Lande gezogen werden. Die Einrichtung von Land- und Hauptgestüten war Teil der umfangreichen staatlichen Maßnahmen zur Verbesserung der preußischen Pferdezucht. Durch die Landgestüte konnten der Pferdezucht zu günstigen Bedingungen vom Staat gekörte Vatertiere zur Verfügung gestellt werden. In Neustadt sollte das edelste Blut gesammelt, konserviert und als Grundlage allen anderen preußischen Gestüten zur Verfügung gestellt werden.  Dadurch prägte das Gestüt die Entstehung der Rasse Brandenburger Warmblut.
Die Nähe zum Regierungssitz Berlin und das seit 1695 in Neustadt bestehende königliche Hofgut haben die Standortwahl in das kleine, 1664 auf Betreiben Landgraf Friedrich II. von Hessen Homburg zur Stadt erhobene Neustadt sicher beeinflusst.
Carl Graf von Lindenau wurde als Oberstallmeister auch der Chef aller preußischen Gestüte. Damit war eine zentral organisierte inländische Pferdezucht sichergestellt, deren Erfolg sich bald zeigte. Lindenau beauftragte den sächsischen Bauinspektor Ephraim Wolfgang Glasewald mit dem Bau der beiden Neustädter Gestütsanlagen. 1788–1791 entstanden ein Zuchtgestüt (Friedrich-Wilhelm-Gestüt) für 60 Mutterstuten und ein Landgestüt (Lindenau) für 100 Landbeschäler. Beide sind als Vierseitenhöfe angelegt und getrennt durch eine 1 km lange Allee mit vier Baumreihen. Alle Gebäude sind im frühklassizistischen Stil errichtet, Sachlichkeit und Zweckmäßigkeit, verbunden mit harmonischen Raumgefühl, zeichnen die Bauten aus. Die alleenartige Baumbepflanzung der Innenhöfe sowie die Verbindungsalleen prägen noch heute das Gesamtbild.

### Arabische Zuchtperiode 1788–1833
Lindenau legte das Zuchtziel bei der Errichtung des Gestüts fest: Die erlangte Größe der englischen Vollblutrasse sollte mit den edlen Eigenschaften (Schönheit und Leistungsfähigkeit) der Araber verbunden werden. Sehr bedeutend war der Hengst Turcmainatty, der die Neustädter Zucht stark vereinheitlichte und verbesserte. Nach der Niederlage Preußens im napoleonisch-preußischen Krieg 1806 musste das Gestüt fliehen, dabei ging wertvolles Zuchtmaterial verloren.

### Englische Zuchtperiode 1833–1876
Die aufkommende Mode der Pferderennen bewirkte auch in der Neustädter Pferdezucht eine starke Ausrichtung nach englischem Muster. 1843 wurde die Trainieranstalt (heute beherbergt sie die FN-Reitschule) gebaut, englische Trainer eingestellt und eine Rennbahn angelegt, auf der bis 1857 jährlich Rennen stattfanden. Die sich stark entwickelnde Land-, Forst- und vor allem Fuhrwerkswirtschaft aber brauchte ein starkes Zugpferd. Die in Neustadt gezogenen Landbeschäler waren dafür nicht geeignet. Kritik der Züchter und der Umstand, dass das hessische Gestüt Beberbeck unter preußische Verwaltung genommen wurde, um dort die preußische Zucht (aus Neustadt) zu etablieren, führte 1876 zur Auflösung des Hauptgestüts. Im Landgestüt aber wurden starke Vatertiere, auch Dänen und Holsteiner, aufgestellt.

### Wirtschaftspferdezucht 1895–1945
Um die in Brandenburg entstandenen Kreuzungszuchten wieder zu verdrängen, wurde 1895 das Hauptgestüt wieder eingerichtet. 
Die notwendige Verstärkung erreichte man durch den Einsatz starker Ostpreußen und Hannoveraner. In der Trainieranstalt wurden nun die jungen Hengste ausgebildet und geprüft, 1921 wurde hier eine Reit- und Fahrschule eingerichtet. Ab 1922 stellte man den Züchtern jedes Jahr während der Hengstparaden die Landbeschäler vor. Neustadt übernahm wieder die Führung in der Brandenburgischen Pferdezucht.

### Reitpferdezucht 1946 bis heute
Landstallmeister Hans Güntzel übergab die Gestüte am 4. Mai 1945 den in Neustadt einmarschierenden sowjetischen Truppen. Im Rahmen der Reparationszahlungen wurde der gesamte Pferdebestand sowie das gesamte Inventar in die Sowjetunion abtransportiert.
Ende 1945 erhielt der für Neustadt zuständige Landwirtschaftsrat Gustav Condereit die Erlaubnis, geeignete Zuchtpferde zu sammeln, so dass bereits 1946 wieder einige Deckstellen besetzt werden konnten. Auf Anordnung der sowjetischen Kommandantur musste jede Stute gedeckt werden, um den Pferdebestand wieder zu erhöhen. Bis 1954 gab die sowjetische Besatzung nach und nach alle Ställe wieder frei. 
Durch die Zwangskollektivierung der Landwirtschaft in der DDR ab 1960 ging der Bedarf an Ackerpferden stark zurück, viele Zuchtpferde wurden geschlachtet. In Neustadt züchtete man nun konsequent Reitpferde. Der Export von Reitpferden ins nichtsozialistische Ausland war für die DDR eine lukrative Geldquelle und lief zum größten Teil über das Hengstdepot (Landgestüt) Neustadt. Im Hauptgestüt standen in den achtziger Jahren mehr als 100 Zuchtstuten, mit denen Reit- und Fahrpferde gezüchtet wurden.

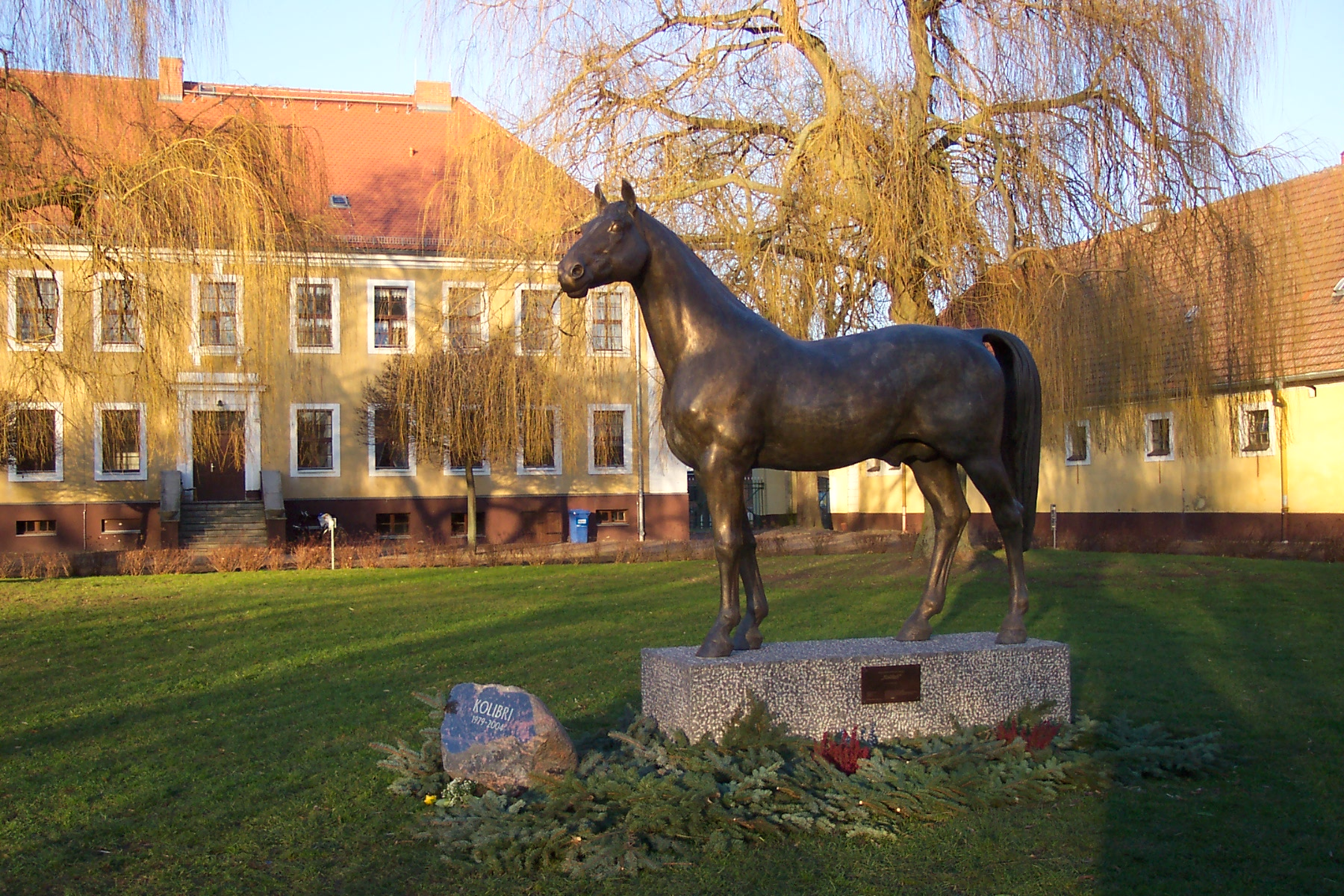
Kolibri – der aktuell bedeutendste Vererber des Haupt- und Landgestütes Neustadt/Dosse – war ein Edles Warmblut

Nach der politischen Wende übernahm das Land Brandenburg 1990 die Neustädter Gestüte, der Stutenbestand wurde stark reduziert. Die durchgezüchtete, vererbungssichere Mutterstutenherde bringt erfolgreiche Nachzucht; „Samba Hit“ oder „Quarterback“ sind aktuelle Spitzenpferde Deutschlands. Auch die bereits verstorbene Wunderstute „Poetin“ wurde dort gezüchtet.
Das Gestüt ist mit seinen 400 ha Koppeln, Wiesen und Ackerflächen Selbstversorger. Es verfügt außer der Stuten- und Hengsthaltung über eine EU-Besamungsstation, eine Hengstprüfungsanstalt (seit 1978) und eine FN-Reitschule. Außerdem ermöglichen die gestütseigenen Pferde den Schülern, die die Neustädter Prinz-von-Homburg-Schule besuchen, das Wahlpflichtfach Reiten. 
Seit 2001 wird das Brandenburgische Haupt- und Landgestüt als Stiftung des öffentlichen Rechts geführt.